# 舒·伊里舒
舒·伊里舒（约公元前1984年—约公元前1975年在位）（英語：Shu-ilishu）伊辛国王。他为乌尔建造纪念碑式大门，而且还从埃兰收回被盗的乌尔保护神的塑像。